# Presburger Award
Il Premio Presburger è un riconoscimento istituito nel 2010 che ogni anno viene conferito dalla European Association for Theoretical Computer Science (EATCS) a "un giovane scienziato per contributi eccezionali in informatica teorica, documentato da un articolo pubblicato o da una serie di articoli pubblicati". Il premio prende il nome dal matematico polacco Mojżesz Presburger che nel 1929 ha realizzato una versione semplificata dell’aritmetica di Peano, chiamata oggi l'aritmetica di Presburger. Mikołaj Bojańczyk è stato il primo laureato.

## Premiati
I vincitori del premio sono stati:
- Mikołaj Bojańczyk (2010)[4]
- Patricia Bouyer-Decitre (2011)[4]
- Venkatesan Guruswami e Mihai Pătrașcu (2012)[5]
- Erik Demaine (2013)[6]
- David Woodruff (2014)[7]
- Xi Chen (2015)
- Mark Braverman (2016)
- Alexandra Silva (2017)[8]
- Aleksander Mądry (2018)[9]